# Eurotium leucocarpum
Eurotium leucocarpum är en svampart som beskrevs av Hadlok & Stolk 1969. Eurotium leucocarpum ingår i släktet Eurotium och familjen Trichocomaceae.   Inga underarter finns listade i Catalogue of Life.